# Soumbala

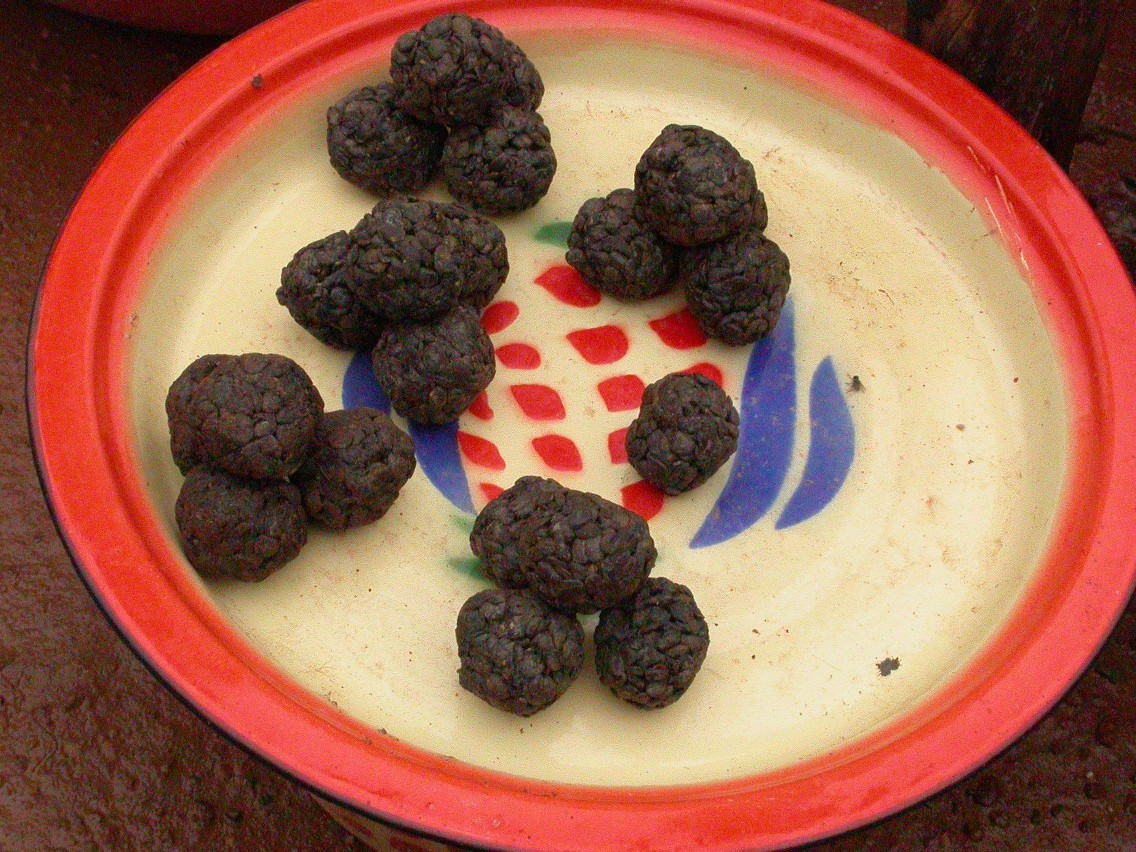
Soumbala, verkauft auf einem Markt in Léo, Burkina Faso

Soumbala ist ein Gewürz, das in mehreren westafrikanischen Ländern, besonders in Mali und Burkina Faso, verbreitet ist. Es wird aus den Samen des Baumes Néré (Parkia biglobosa) hergestellt, die während mehrerer Tage fermentiert werden. Soumbala wird traditionell in Kugeln verkauft und ist für einige Monate haltbar. Eine Konkurrenz zu Soumbala stellen die industriell hergestellten Brühwürfel dar, die aber ärmer an Proteinen und Spurenelementen sind. Deshalb ist Soumbala heute wieder verbreitet.